# Der

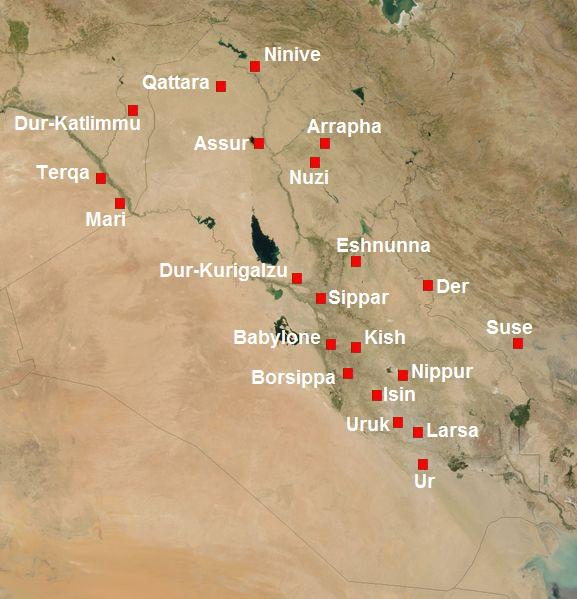
Localització de Der a Mesopotàmia

Der (moderna Tell Aqar (àrab: تل عقار, Tall ʿAqqār), prop d'al-Badra, a la governació de Wasit a l'Iraq) fou una ciutat estat de Mesopotàmia a Sumer, però a l'est del riu Tigris a la frontera amb el Regne d'Elam. Sota domini amorrita se l'esmenta com Durum. La deïtat local era Ishtaran, representada a la terra pel seu delegat el deu serp Nirah. Les tauletes de Mari esmenten la ciutat com "Dir d'Isharan" i als seus habitants com dirites.

## Història
Der estava ocupada almenys des del primer període dinàstic, però les notícies sobre la ciutat són molt minses. Cap al 2020 aC pertanyia a Ur però se'n va independitzar en aquestes dates. Durant el regnat de Xulgi, de la Tercera dinastia d'Ur, dos anys porten noms amb relació a Der: l'11è any del rei és anomenat "any en què Ishtaran de Der fou portat al seu temple"; el 21è any rebé el nom de "any en què Der fou destruïda".
Després de la dinastia d'Ur el poder va passar als amorrites. Cap al 2000 aC trobem governant la ciutat a Ninudsha i més tard (cap al 1940 aC) a Anummuttabil que hauria conquerit temporalment Eshnuna. El 1970 aC va caure en poder de la ciutat d'Isin, i cap al 1900 aC de Larsa. Rim-Sin I de Larsa hauria destruït Der en el seu 20è any de regnat. Cap al 1880 aC el rei de Babilònia Sumuabum va ser expulsat i enviat a l'exili a Der per Manana, rei de Kish.
Vers el 1765 aC la ciutat va ser conquerida per Babilònia. En una inscripció el rei Ammiditana de Babilònia és esmentat destruint la ciutat emmurallada de Der, al seu 37è any de regnat, i es diu que la ciutat havia estat construïda per Damiq-ilishu de la dinastia del País de la Mar.
Sargon II d'Assíria va atacar Elam i fou derrotat pels elamites (Humban-Nikash I) i babilonis (Marduk-apla-iddin II) prop de Der, potser l'any 720 aC

## Reis
- Ninudsha
- Anummuttabil
- Iashubiakhad (vassall cap al 1790 aC)
- Warasa (esmentat a les tauletes de Mari)

## Arqueologia
Der no ha estat excavada, però a la comarca s'han trobat diversos objectes que confirmen el nom del lloc. El lloc ha estat severament damnat per l'aigua durant segles i no es va considerar interessant la seva excavació.